# Kateřina Radostová
Kateřina Radostová (* 30. prosince 1977 Karlovy Vary) je česká advokátka specializující se na sportovní právo a bývalá předsedkyně Odvolací komise FAČR.
V minulosti působila jako soudkyně (2006–2007) Obvodního soudu pro Prahu 3. Provozuje soukromou advokátní praxi v Praze, zaměřenou na obchodní a sportovní právo a spolupracuje s řadou českých fotbalových i hokejových klubů. Kromě nich zastupuje také řadu českých sportovců i sportovních agentů.
V roce 2011 ji zařadil deník MF Dnes do žebříčku 50 nejvlivnějších lidí českého fotbalu. V juniorském věku hrála tenis za TK Sparta Praha.
V roce 2012 neúspěšně kandidovala za Českou republiku do Rady Mezinárodní hokejové asociace.

## Vzdělání
Gymnázium studovala v německém Meersburgu a poté ve Špitálské ulici v Praze. Právnické vzdělání získala na Právnické fakultě Univerzity Karlovy v Praze, kde následně v roce 2007 obhájila rigorózní práci. V roce 2005 složila justiční zkoušky.

## Advokacie a kandidatura do Evropského parlamentu
Při studiu (v letech 1997–1998) pracovala jako právní praktikant pro německou firmu Economy Deutschland Consulting GmbH a poté v letech 1998–1999 působila jako asistent České advokátské komory. Zkušenosti se sportovním právem a marketingem nabyla Radostová především ve firmách Persport Group, a.s., Česká sportovní a.s. a ELIT GRAND PRIX RACING TEAM.
V roce 2006 byla prezidentem republiky jmenována soudkyní a až do roku 2007 pracovala jako soudkyně Okresního soudu pro Prahu 3. V letech 2007–2011 byla partnerkou ve společnosti Eichinger & Radostová a následně v Advokátní kancelář Radostová & Co.
Působila v dozorčích radách společností FA Baníček a.s. a Castle of Health. Od roku 2007 byla expertní členkou Legislativní rady Fotbalové asociace České republiky. V roce 2012 se stala členkou ekonomicko-marketingové komise Českého svazu ledního hokeje.
Kandidovala v květnových volbách do Evropského parlamentu v roce 2014 za hnutí Úsvit přímé demokracie na třetím místě, ale neuspěla.

## Odvolací komise FAČR
V roce 2013 byla zvolena předsedkyní Odvolací komise Fotbalové asociace ČR.

## Členství v organizacích
- Český svaz ledního hokeje – členka ekonomicko-marketingové komise
- Fotbalová asociace České republiky – členka legislativní rady
- International Sport Lawyers Association
- Deutscher Anwalt Verein
- Česká advokátní komora
- Slovenská advokátní komora
- Arbeitsgemeinschaft für Sportrecht